# Härdplast
Härdplast är ett polymer som är uppbyggd av tvärbundna molekyler i ett tredimensionellt nätverk. Man säger att materialet är förnätat. Härdplasternas molekylkedjor är genom förnätningen så starkt sammanflätade att de inte kan lösgöras från varandra genom uppvärmning. Materialet kan med andra ord inte smälta. En härdplast kan därför inte omformas genom upphettning, varför återvinningsmöjligheterna är begränsade jämfört med en termoplast. Härdplaster går dock att mala ner till flis eller pulver som sedan kan användas som utfyllnadsmaterial eller förstärkningsmaterial i nya produkter.
Förledet ”härd-” i härdplast syftar på att materialet görs hårt med hjälp av en härdare, det vill säga ett ämne som skapar tvärbindningar i polymeret och därigenom gör det hårt.
Härdplaster förekommer i form av fasta eller flytande material. Flera härdplaster är i sig sköra och används därför oftast som bindmedel till någon fiber. Vanligast är användning tillsammans med glasfiber. Andra förekommande fibrer är kolfiber och kevlar. Som ytskikt till en konstruktion av fiberarmerad härdplast används ofta gelcoat. Glasfiberarmerad härdplast dominerar plastbåtsmarknaden och endast ett fåtal båtar tillverkas av termoplast. Fördelen med härdplasten är att det innebär mindre investeringskostnader att tillverka saker i det men å andra sidan blir varje exemplar dyrare då den är mer tidskrävande att arbeta med än termoplast. De båtar som tillverkas i termoplast görs ofta i stora serier för att fördela de fasta kostnaderna.
Flytande härdplaster används bland annat i färg (härdlacker) och till impregnering av olika typer av fibermaterial, till exempel mattor av glasfiber. Fiberarmerad härdplast används för tillverkning av bland annat rör och tankar, segelflygplan, båtskrov och bilkarosser. Härdplaster används också som gjutmassa för ingjutning av olika komponenter inom elektroniken och elkrafttekniken. De är även vanliga i olika typer av lim.
Härdplaster används ofta till ingjutning av detaljer för att skydda dem mot mekanisk åverkan och mot miljöpåverkan (fukt, korrosiva gaser, damm). Exempel på föremål som skyddas på det här sättet är elektriska och elektroniska detaljer, till exempel smärre transformatorer och elektroniska reläer. De vanligaste härdplastgjutmassorna är epoxiplast, esterplast och uretanplast.
Papperslaminat är en annan viktig härdplasttillämpning. Ett vanligt sådant laminat består av ett inre paket av fenoplastimpregnerade pappersark med ytterark av melaminplastimpregnerat blekt papper (Perstorpsplatta). Ytterytorna kan vara vita eller förses med de mest skilda slag av mönster.
Härdplast ska inte förväxlas med hårdplast.

## Typer av härdplast
- Fenolplast (PF, fenolformaldehyd)
- Aminoplast
  - UF (Karbamidformaldehyd)
  - MF (Melaminformaldehyd))
- Esterplast (UP, omättad polyester)
- Epoxiplast (EP)
- Uretanplaster (PUR).
- Duroplast
- Cyanoakrylat